# Räpina
Räpina – miasto w Estonii, w prowincji Põlvamaa. Zamieszkana przez 2546 osób. Ośrodek administracyjny gminy Räpina.